# Josías II de Waldeck-Wildungen
El Conde Josías II de Waldeck (31 de julio de 1636 - 29 de julio de 1669, Creta) era el segundo hijo del Conde Felipe VII de Waldeck-Wildungen y su esposa Ana Catalina de Sayn-Wittgenstein. Fue Mayor General en el ejército de Brunswick-Luneburgo. Su hermano mayor Cristián Luis (1635-1706) fue el Conde reinante de Waldeck-Wildungen; Josías II fue desde 1660 cogobernante en el distrito de Wildungen, y posteriormente en el distrito de Wetterburg.

## Biografía
Josías II de Waldeck sirvió en el ejército del Elector Federico Guillermo de Brandeburgo, donde era Coronel de Infantería. En 1655 y 1656, combatió en Varsovia como mayor general. Después sirvió en el ejército sueco en 1663 y participó en la Guerra turca como mayor en el ejército imperial. Fue herido por una flecha a las puertas de Pécs.
Cuando el Duque Jorge Guillermo de Brunswick-Luneburgo heredó el Principado de Luneburgo, eligió a Josías como mayor general y lo puso al mando del ampliamente expandido ejército del principado. A finales de otoño de 1668, Josías marchó contra los turcos con 3300 hombres, para defender posesiones de la República de Venecia. Durante el sitio de Candía, fue herido por metralla el 6 de julio de 1669. El 29 de julio, murió por estas heridas. Inicialmente fue enterrado en la Iglesia de Santa Catalina en Candía. Posteriormente su cuerpo fue trasladado a Wildungen.

## Matrimonio e hijos
El 26 de enero de 1660, Josías contrajo matrimonio con la Condesa Guillermina Cristina (bautizada 10 de junio de 1629 - 22 de enero de 1707), una hija del Conde Guillermo de Nassau-Siegen en Hilchenbach. Tuvieron siete hijos:
- Leonor Luisa (9 de julio de 1661 - 25 de agosto de 1661).
- Guillermo Felipe (27 de septiembre de 1662 - 29 de diciembre de 1662).
- Carlota Dorotea (9 de octubre de 1663 - 10 de diciembre de 1664).
- Carlota Juana (13 de diciembre de 1664 - 1 de febrero de 1699), desposó el 2 de diciembre de 1690 al Duque Juan Ernesto IV de Sajonia-Coburgo-Saalfeld.
- Sofía Guillermina (24 de septiembre de 1666 - 13 de febrero de 1668).
- Maximiliano Federico (25 de abril de 1668 - septiembre de 1668).
- Guillermo Gustavo (25 de abril de 1668 - 21 de mayo de 1669), gemelo con Maximiliano.